# Bobby Ellsworth
Bobby Ellsworth, noto anche con lo pseudonimo di Blitz (New Jersey, 3 maggio 1959), è un cantante statunitense.

## Biografia
A tredici anni il padre gli regalò un basso elettrico,così cominciò a suonare in qualche band covers dei Who,Lou Reed,ZZ Top,per poi suonare Black Sabbath e Led Zeppelin.
Ben presto si avvicinò quindi al NWOBHM (New wave of British heavy metal) e al punk rock;"Più che dire che sono stato coinvolto nel mondo dell’heavy metal,è stata una cosa naturale,in cui mi sono evoluto,e mi sono ritrovato ad un certo punto ad essere pronto ad essere il cantante degli Overkill".
Dal 1980 è il cantante e frontman del gruppo thrash metal Overkill,proveniente dal New Jersey.
Nel 1998 gli è stata diagnosticato una forma molto aggressiva di cancro al naso e ha subito un intervento chirurgico immediato,che ha rimosso con successo il tumore.
Nel 2002,durante un concerto degli Overkill in Germania,ha avuto un ictus.
Nel 2007 ha anche cantato per la band "The Cursed" assieme al chitarrista Dan Lorenzo.
Oltre agli Overkill nella vita privata possiede un’attività imprenditoriale con la moglie basata sul cioccolato.I suoi hobby sono il giardinaggio,cucinare,le auto d’epoca,le moto Harley-Davidson.

## Influenze
In un'intervista ha dichiarato:"Mi piacciono molto i Rolling Stones, ma mi piacciono anche gli Slayer, mi piacciono gli Exodus, ma anche gli Who, il jazz e Frank Sinatra. La musica è musica,  ma penso che uno dei miei dischi preferiti di sempre, ed anche uno dei miei primi acquistati  è “Rock n’ Roll Animal” di Lou Reed, dove suonano due chitarristi, Hunter e Wagner, eccellenti chitarristi da studio, che hanno suonato tutte le migliori cose di Alice Cooper. Con questo disco sono stato “iniziato” ai grandi chitarristi".

## Discografia

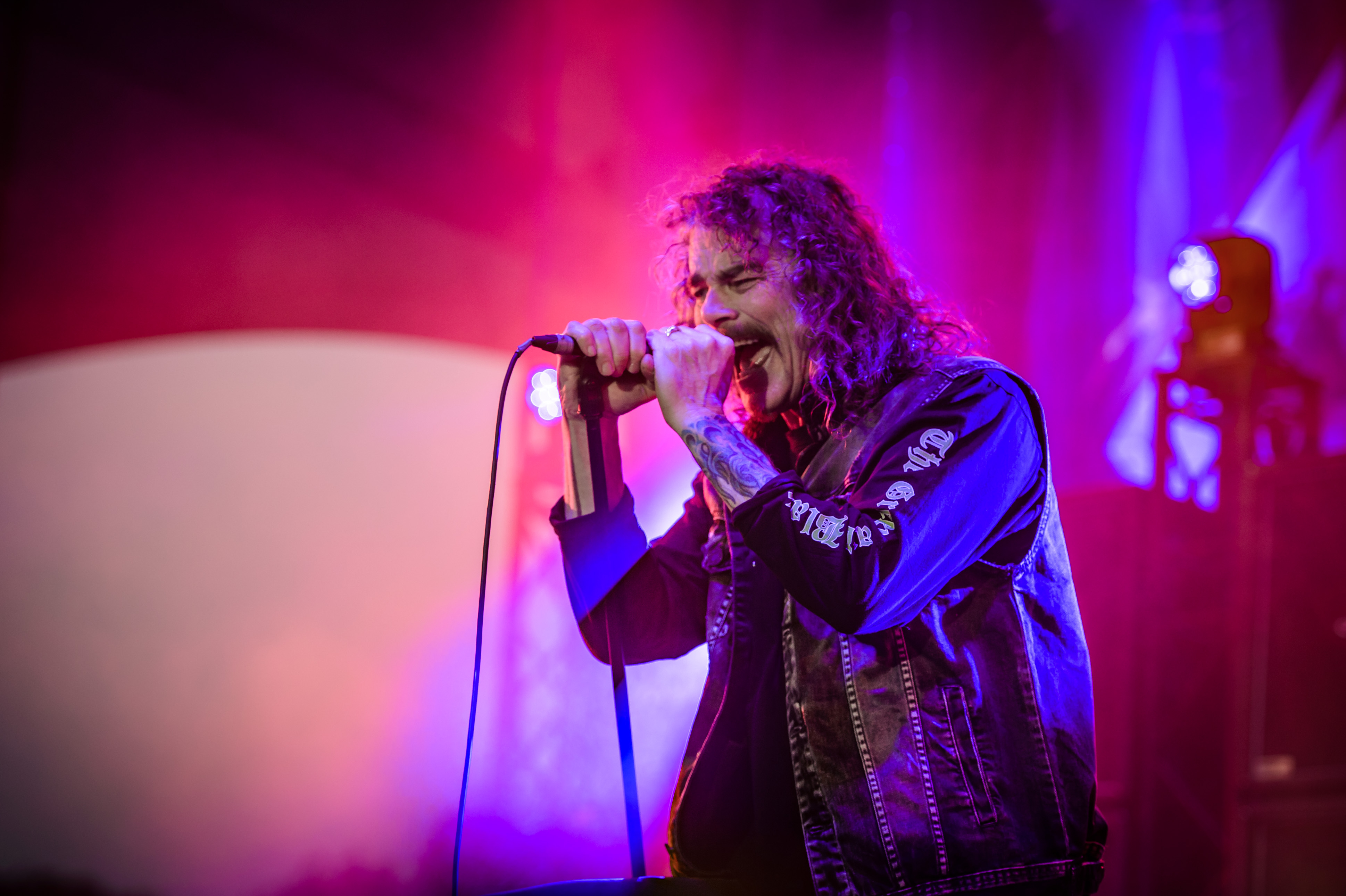
Bobby Ellsworth nel 2018

### Discografia con gli Overkill
Album in studio
- 1985 – Feel the Fire
- 1987 – Taking Over
- 1988 – Under the Influence
- 1989 – The Years of Decay
- 1991 – Horrorscope
- 1993 – I Hear Black
- 1994 – W.F.O.
- 1996 – The Killing Kind
- 1997 – From the Underground and Below
- 1999 – Necroshine
- 1999 – Coverkill
- 2000 – Bloodletting
- 2003 – Killbox 13
- 2005 – ReliXIV
- 2007 – Immortalis
- 2010 – Ironbound
- 2012 – The Electric Age
- 2014 – White Devil Armory
- 2017 – The Grinding Wheel
- 2019 – The Wings Of War
- 2023 – Scorched

Album dal vivo
- 1995 - Wrecking Your Neck
- 2002 - Wrecking Everything
- 2013 - Live from OZ
- 2018 - Live In Overhausen

## Videografia

### DVD
- 2002 - Wrecking Everything
- 2008 - Live at Wacken Open Air 2007